# La Pérouse (månkrater)
För andra betydelser, se La Pérouse.
La Pérouse är en nedslagskrater på månen. La Pérouse har fått sitt namn efter den franske upptäcktsresanden Jean-François de La Pérouse.

## Satellitkratrar
| La Pérouse | Latitud | Longitud | Diameter |
| ---------- | ------- | -------- | -------- |
| A          | 9.3° S  | 74.7° Ö  | 4 km     |
| D          | 11.2° S | 76.6° Ö  | 7 km     |
| E          | 10.2° S | 78.5° Ö  | 34 km    |